# Gare de Blanes
La gare de Blanes est une gare ferroviaire espagnole de la ligne de Barcelone-Sagrera à Maçanet-Massanes située sur le territoire de la commune de Blanes, dans la la comarque de la Selva, dans la province de Gérone, en Catalogne. 
Elle est mise en service en 1859 par la Compañía del Camino de Hierro de Barcelona a Mataró. C'est une gare d'Administrador de infraestructuras ferroviarias (ADIF), desservie par les trains des lignes R1 et RG1 de Rodalies de Catalunya.

## Situation ferroviaire
Établie à 9 mètres d'altitude, la gare de Blanes est située au point kilométrique (PK) 60,053 de la ligne de Barcelone-Sagrera à Maçanet-Massanes, entre les gares ouvertes de Malgrat de Mar et de Tordera.

## Histoire
La gare est entrée en service le 3 décembre 1859 lors de la deuxième extension de la ligne de Mataró entre Arenys de Mar à Tordera,. 
En 2011, la gare est rénovée pour la rendre accessible aux personnes à mobilité réduite, et l’organisation des voies est modifiée.

## Fréquentation
En 2016, la fréquentation annuelle de la gare était de 618 000 voyageurs.

## Service des voyageurs

### Accueil
C'est une gare ADIF qui dispose d'un bâtiment voyageurs, avec guichet. Elle est équipée d'automates pour l'achat de titres de transport.
Elle dispose également d'une cafétéria.
La gare dispose de 3 quais et de 5 voies, une marquise métallique recouvrent les quais adjacent aux voies 1, 2 et 3, 5. Les deux quais sont reliés par un passage souterrain et deux ascenseurs. La voie 4 est en impasse.

### Desserte
La gare est desservie par les trains des lignes R1 et RG1 de Rodalies de Catalunya.

### Intermodalité
La gare est reliée à différents quartiers de Blanes et à la ville voisine de Lloret de Mar par différentes lignes de bus urbains.

## Service des marchandises
La gare disposait d'une zone fret, désormais remplacée par un parking, qui desservait l'industrie Nylstar.

## Galerie d'images

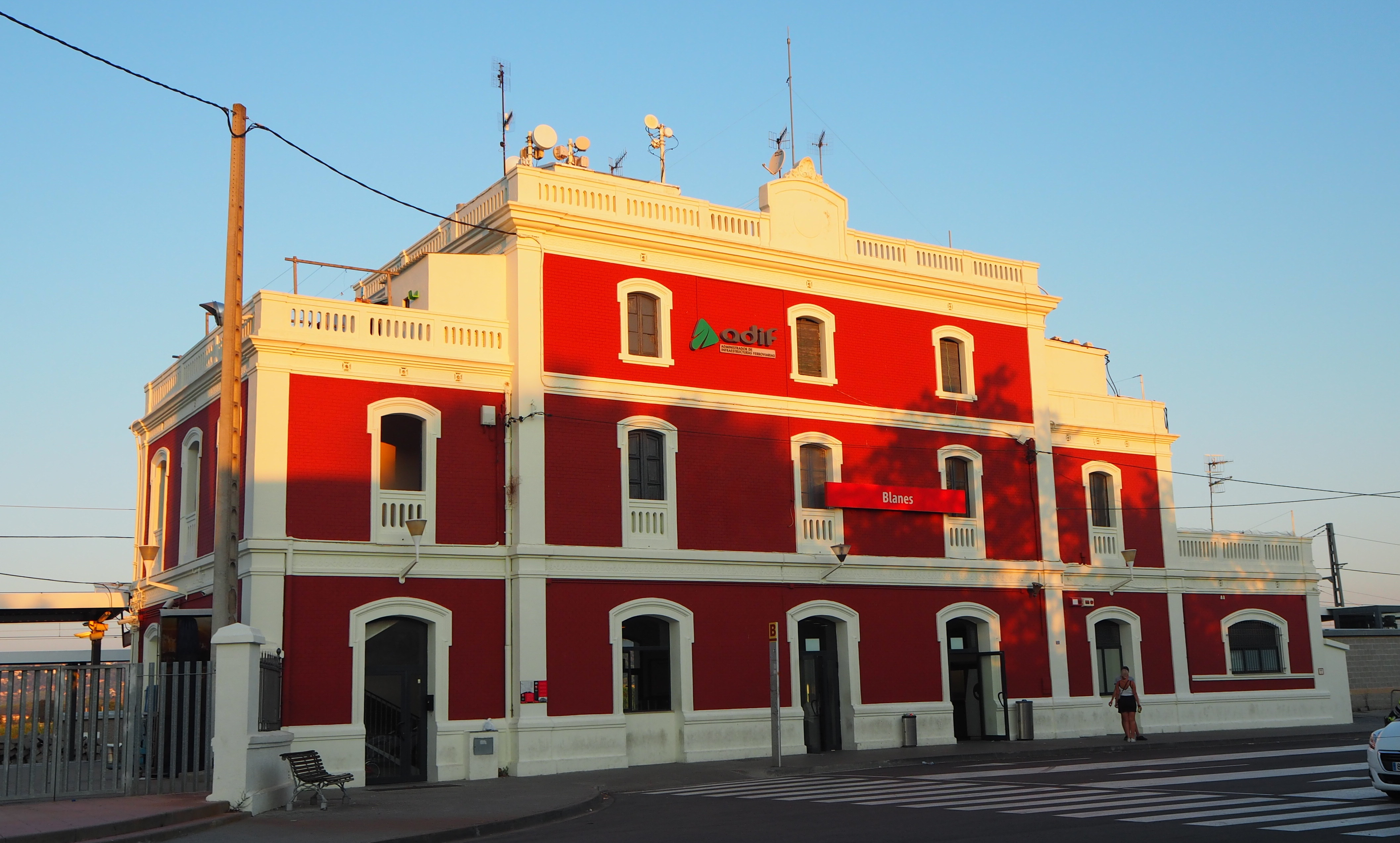
Bâtiment d'accès et de voyageurs
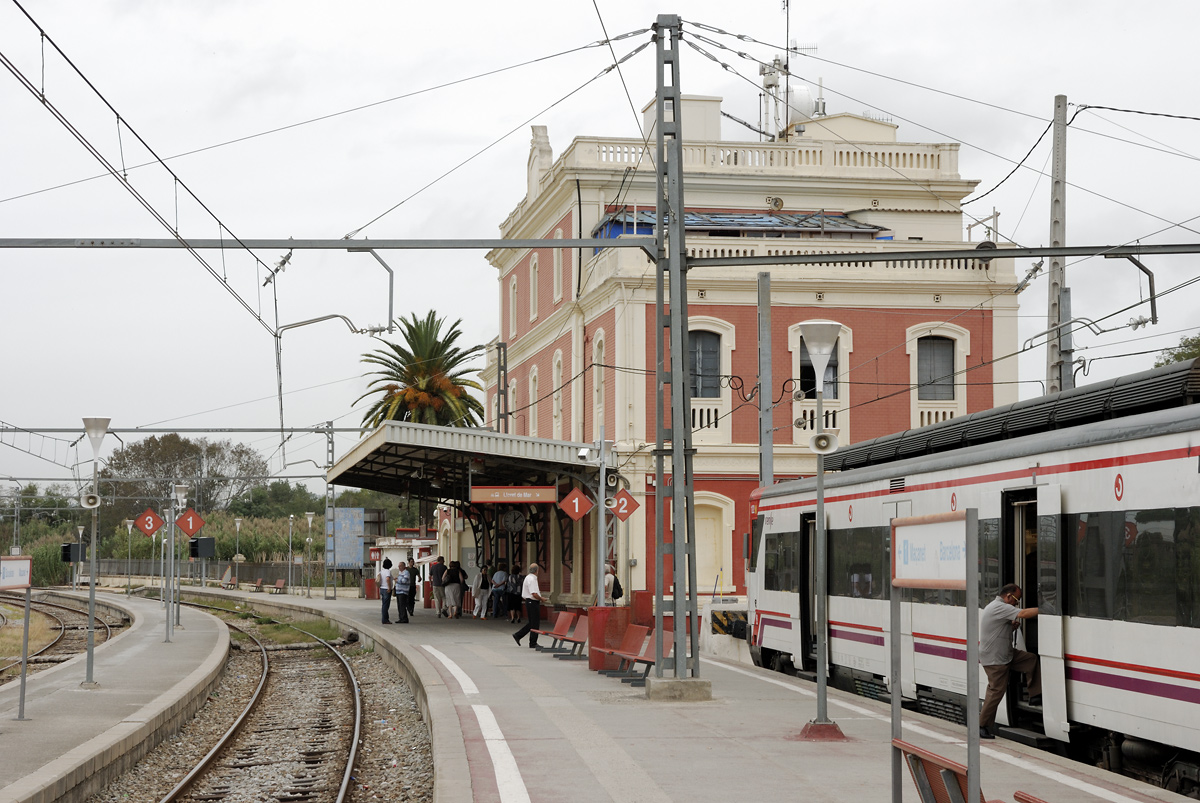
La gare en 2007
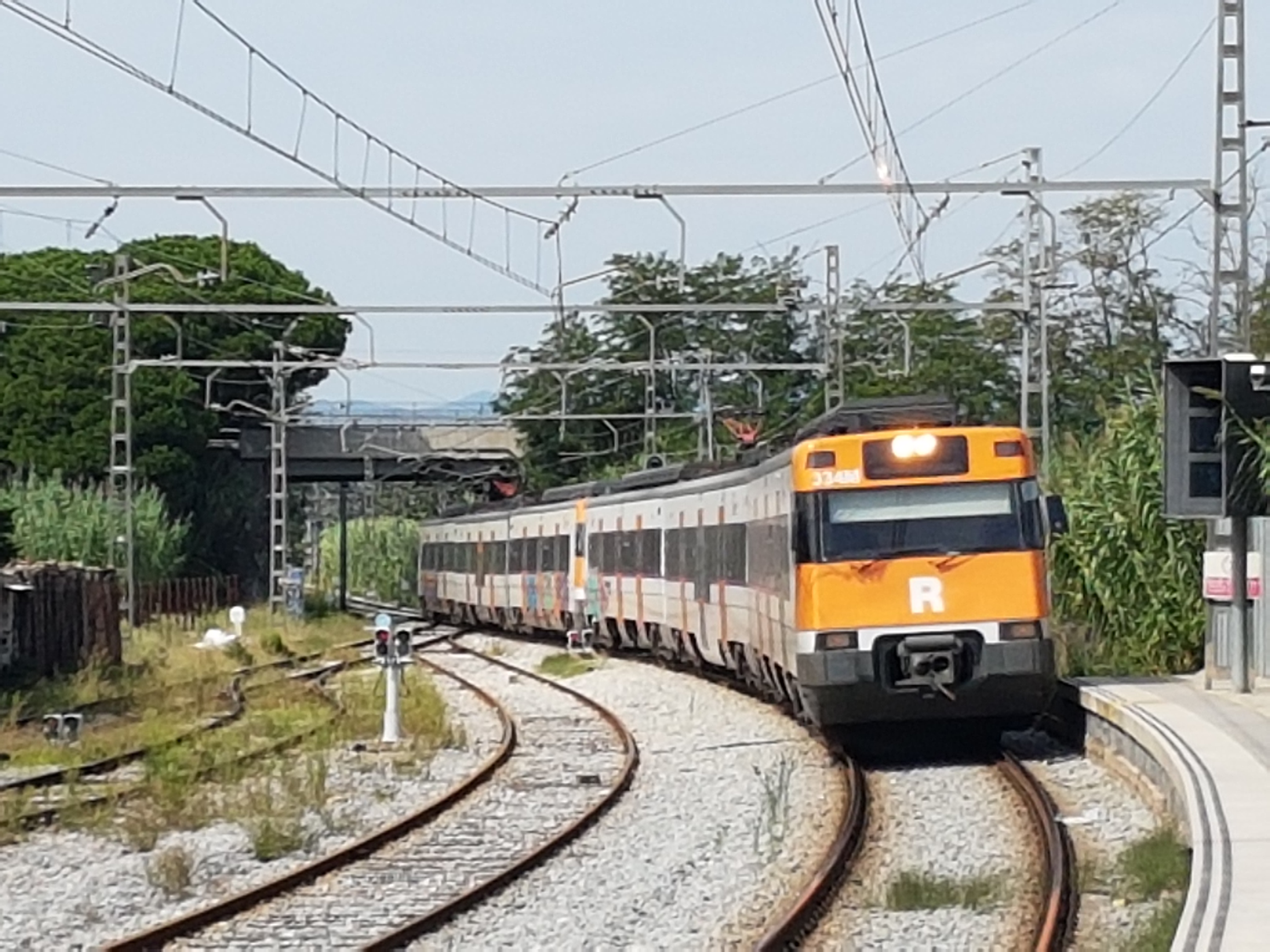
Rame entrant voie 1 assurant un service de la ligne RG1 en direction de Barcelone